# Fussballclub Aarau 1902 2015-2016
Questa voce raccoglie le informazioni riguardanti il Fussballclub Aarau 1902 nelle competizioni ufficiali della stagione 2015-2016.

## Stagione
Nella stagione 2015-2016 l'Aarau, allenato da Livio Bordoli, Sascha Stauch e Marco Schällibaum, concluse il campionato di Challenge League al 4º posto. In Coppa Svizzera l'Aarau fu eliminato ai quarti di finale dal Lucerna.

## Rosa
| N. |                           | Ruolo | Calciatore       |
| -- | ------------------------- | ----- | ---------------- |
| 2  | Svizzera (bandiera)       | D     | Marco Thaler     |
| 4  | Haiti (bandiera)          | D     | Kim Jaggy        |
| 5  | Italia (bandiera)         | C     | Luca Radice      |
| 6  | Svizzera (bandiera)       | C     | Sandro Burki     |
| 7  | Svizzera (bandiera)       | C     | Daniele Romano   |
| 9  | Paesi Bassi (bandiera)    | A     | Mart Lieder      |
| 10 | Brasile (bandiera)        | C     | Carlinhos        |
| 11 | Svizzera (bandiera)       | A     | Zoran Josipovic  |
| 13 | Svizzera (bandiera)       | D     | Bruno Martignoni |
| 14 | Svizzera (bandiera)       | C     | Sven Lüscher     |
| 16 | Svizzera (bandiera)       | D     | Olivier Jäckle   |
| 19 | Argentina (bandiera)      | D     | Juan Pablo Garat |
| 21 | Svizzera (bandiera)       | C     | Mats Hammerich   |
| 22 | Rep. del Congo (bandiera) | D     | Igor N'Ganga     |

| N. |                         | Ruolo | Calciatore      |
| -- | ----------------------- | ----- | --------------- |
| 23 | Francia (bandiera)      | D     | Stéphane Besle  |
| 26 | Svizzera (bandiera)     | C     | Michaël Perrier |
| 27 | Svizzera (bandiera)     | D     | Cédric Franek   |
| 28 | Venezuela (bandiera)    | C     | Miguel Peralta  |
| 29 | RD del Congo (bandiera) | C     | Ridge Mobulu    |
| 30 | Svizzera (bandiera)     | P     | Steven Deana    |
| 32 | Svizzera (bandiera)     | P     | Lars Hunn       |
| 32 | Svizzera (bandiera)     | P     | Olivier Joos    |
| 33 | Kosovo (bandiera)       | D     | Valter Bekaj    |
| 34 | Svizzera (bandiera)     | D     | Raoul Giger     |
| 47 | Svizzera (bandiera)     | A     | Patrick Rossini |
| 77 | Croazia (bandiera)      | P     | Ilija Kovačić   |
| 81 | Italia (bandiera)       | P     | Francesco Russo |

## Organigramma societario
Area tecnica
- Allenatore: Marco Schällibaum
- Allenatore in seconda: André Ladner, Ercüment Şahin
- Preparatore dei portieri: Swen König
- Preparatori atletici:

## Calciomercato

### Sessione estiva
| Acquisti | Acquisti              | Acquisti            | Acquisti |
| R.       | Nome                  | da                  | Modalità |
| -------- | --------------------- | ------------------- | -------- |
| A        | Mart Lieder           | Dordrecht           |          |
| C        | Henry Acosta          | Wettswil-Bonstetten |          |
| P        | Steven Deana          | Sion                |          |
| D        | Bruno Martignoni      | Servette            |          |
| C        | Ridge Mobulu          | Lucerna             |          |
| C        | Michaël Perrier       | Sion                |          |
| C        | Daniele Romano        | Losanna             |          |
| C        | Marvin Spielmann      | Baden               |          |
| C        | Fabian Stoller        | Ethnikos Achnas     |          |
| C        | Christopher Teichmann | Old Boys Basilea    |          |

| Cessioni | Cessioni        | Cessioni         | Cessioni |
| R.       | Nome            | a                | Modalità |
| -------- | --------------- | ---------------- | -------- |
| C        | Moreno Costanzo | Vaduz            |          |
| C        | Frank Feltscher | AEL Limassol     |          |
| A        | Edgars Gauračs  | Spartaks Jūrmala |          |
| C        | Daniel Gygax    | Le Mont          |          |
| D        | Richárd Magyar  | Hammarby         |          |
| P        | Joël Mall       | Grasshoppers     |          |
| C        | Frano Mlinar    | Udinese          |          |
| A        | Dante Senger    | Neuchâtel Xamax  |          |
| C        | Sandro Wieser   | Thun             |          |

### Sessione invernale
| Acquisti | Acquisti        | Acquisti | Acquisti |
| R.       | Nome            | da       | Modalità |
| -------- | --------------- | -------- | -------- |
| D        | Stéphane Besle  | Lens     |          |
| A        | Zoran Josipovic | Lugano   |          |
| P        | Ilija Kovačić   | Chiasso  |          |
| A        | Patrick Rossini | Lugano   |          |
| P        | Francesco Russo | Lugano   |          |

| Cessioni | Cessioni         | Cessioni          | Cessioni |
| R.       | Nome             | a                 | Modalità |
| -------- | ---------------- | ----------------- | -------- |
| P        | Ulisse Pelloni   | Chiasso           |          |
| C        | Fabian Stoller   | Bienne            |          |
| C        | Henry Acosta     | Köniz             |          |
| A        | Petar Slišković  | Kickers Stoccarda |          |
| C        | Marvin Spielmann | Wil               |          |

## Risultati

### Challenge League

#### Prima fase, girone di andata
| Arbitro: | Pache |

|           |           |           |
| Burki 52’ | Marcatori | 85’ Urtic |

| Wil 25 luglio 2015, ore 17:45 CEST 2ª giornata | Wil       | 0 – 0 referto | Aarau | IGP Arena (2 920 spett.)\| Arbitro: \| Erlachner \| |
| Arbitro:                                       | Erlachner |               |       |                                                     |

| Arbitro: | Schnyder |

|                     |           |                                         |
| Burki 9’ Mobulu 20’ | Marcatori | 65’, 72’ (rig.) Marchesano 74’ Ljubičić |

| Arbitro: | Pache |

|            |           |               |
| Diarra 85’ | Marcatori | 84’ Spielmann |

| Arbitro: | Fähndrich |

|             |           |                          |
| Lüscher 76’ | Marcatori | 11’ Mangold 43’ Bengondo |

| Arbitro: | Gut |

|                  |           |  |
| Tadić 53’ (rig.) | Marcatori |  |

| Arbitro: | Erlachner |

|                             |           |           |
| Spielmann 70’ Carlinhos 83’ | Marcatori | 21’ Mveng |

| Baulmes 13 settembre 2015, ore 15:00 CEST 8ª giornata | Le Mont | 0 – 0 referto | Aarau | Stadio Sous-Ville (500 spett.)\| Arbitro: \| Bieri \| |
| Arbitro:                                              | Bieri   |               |       |                                                       |

| Arbitro: | Pache |

|          |           |               |
| Roux 21’ | Marcatori | 78’ Spielmann |

#### Prima fase, girone di ritorno
| Arbitro: | Fähndrich |

|                    |           |  |
| Carlinhos 11’, 68’ | Marcatori |  |

| Arbitro: | Musa |

|            |           |            |
| Mobulu 77’ | Marcatori | 62’ Yılmaz |

| Arbitro: | Superczynski |

|             |           |               |
| D'Angelo 1’ | Marcatori | 56’ Carlinhos |

| Arbitro: | Fähndrich |

|  |           |                                         |
|  | Marcatori | 36’ Roux 47’ Margairaz 82’ Feuillassier |

| Arbitro: | Gut |

|                                             |           |           |
| Kololli 3’ Kamber 35’ Marchesano 68’ (rig.) | Marcatori | 75’ Burki |

| Arbitro: | Erlachner |

|               |           |           |
| Slišković 32’ | Marcatori | 58’ Laner |

| Arbitro: | Schärli |

|                       |           |  |
| Senger 43’ Delley 58’ | Marcatori |  |

| Wohlen 29 novembre 2015, ore 15:00 CET 17ª giornata | Wohlen | 0 – 0 referto | Aarau | Stadion Niedermatten (2 270 spett.)\| Arbitro: \| San \| |
| Arbitro:                                            | San    |               |       |                                                          |

| Arbitro: | Klossner |

|                          |           |             |
| Lieder 41’ Carlinhos 45’ | Marcatori | 42’ Mustafi |

#### Seconda fase, girone di andata
| Arbitro: | Erlachner |

|             |           |            |
| Rossini 39’ | Marcatori | 34’ Karlen |

| Arbitro: | Klossner |

|                |           |                  |
| Mihajlović 58’ | Marcatori | 52’, 60’ N'Ganga |

| Neuchâtel 22 febbraio 2016, ore 19:45 CET 21ª giornata | Neuchâtel Xamax | 0 – 0 referto | Aarau | La Maladière (2 261 spett.)\| Arbitro: \| Amhof \| |
| Arbitro:                                               | Amhof           |               |       |                                                    |

| Arbitro: | Schärer |

|           |           |  |
| Besle 32’ | Marcatori |  |

| Arbitro: | Tschudi |

|                     |           |                                     |
| Frontino 79’ (rig.) | Marcatori | 12’ (rig.), 82’ Rossini 54’ N'Ganga |

| Arbitro: | Fähndrich |

|                       |           |  |
| Lieder 2’ N'Ganga 31’ | Marcatori |  |

| Arbitro: | Pache |

|                         |           |            |
| Rossini 24’, 61’ (rig.) | Marcatori | 90’ Santos |

| Arbitro: | Jaccottet |

|              |           |           |
| Pandiani 90’ | Marcatori | 79’ Garat |

| Arbitro: | Fähndrich |

|                                       |           |  |
| Rossini 53’ Perrier 72’ Carlinhos 86’ | Marcatori |  |

#### Seconda fase, girone di ritorno
| Arbitro: | Amhof |

|            |           |                                  |
| Kilezi 83’ | Marcatori | 61’ Carlinhos 76’, 89’ Josipovic |

| Arbitro: | Erlachner |

|                           |           |                      |
| Rossini 37’ Josipovic 55’ | Marcatori | 41’ Veloso 90’ Gomes |

| Arbitro: | Superczynski |

|             |           |           |
| Pimenta 14’ | Marcatori | 81’ Besle |

| Arbitro: | Hänni |

|  |           |                          |
|  | Marcatori | 60’ Josipovic 86’ Lieder |

| Arbitro: | Superczynski |

|                    |           |                     |
| Rossini 68’ (rig.) | Marcatori | 33’ Gétaz 53’ Campo |

| Arbitro: | Marri |

|                                       |           |                                       |
| Koller 68’ Audino 84’ (rig.) Roux 87’ | Marcatori | 6’ Romano 48’ Carlinhos 90’ Josipovic |

| Arbitro: | Dudic |

|                                      |           |                          |
| Carlinhos 20’ Lieder 58’ Rossini 69’ | Marcatori | 41’ Golemić 87’ Maccoppi |

| Arbitro: | Amhof |

|  |           |            |
|  | Marcatori | 5’ Rossini |

| Arbitro: | Ovcharov |

|               |           |                                  |
| Carlinhos 81’ | Marcatori | 20’, 21’ Demhasaj 79’ Tranquilli |

### Coppa Svizzera
| 16 agosto 2015, ore 15:00 CEST Primo turno | Utd Zurigo | 0 – 5 | Aarau |  |

| La Chaux-de-Fonds 19 settembre 2015, ore 17:30 CEST Secondo turno           | La Chaux-de-Fonds | 0 – 3 referto                             | Aarau | Stadio di la Charrière |
| \| \| \| \| \| \| Marcatori \| 54’ Romano 86’ (rig.) Slišković 90’ Burki \| |                   |                                           |       |                        |
|                                                                             |                   |                                           |       |                        |
|                                                                             | Marcatori         | 54’ Romano 86’ (rig.) Slišković 90’ Burki |       |                        |

| Aarau 29 ottobre 2015, ore 19:15 CET Ottavi di finale      | Aarau     | 2 – 0 referto | Le Mont | Stadion Brügglifeld (1 828 spett.) |
| \| \| \| \| \| Radice 36’ Spielmann 89’ \| Marcatori \| \| |           |               |         |                                    |
|                                                            |           |               |         |                                    |
| Radice 36’ Spielmann 89’                                   | Marcatori |               |         |                                    |

| Arbitro: | Bieri |

|                            |           |                                        |
| N'Ganga 4’, 90’ Romano 55’ | Marcatori | 9’, 79’ Schneuwly 60’ Hyka 76’ Lezcano |

## Statistiche

### Statistiche di squadra
| Competizione     | Punti | In casa | In casa | In casa | In casa | In casa | In casa | In trasferta | In trasferta | In trasferta | In trasferta | In trasferta | In trasferta | Totale | Totale | Totale | Totale | Totale | Totale | DR  |
| Competizione     | Punti | G       | V       | N       | P       | Gf      | Gs      | G            | V            | N            | P            | Gf           | Gs           | G      | V      | N      | P      | Gf     | Gs     | DR  |
| ---------------- | ----- | ------- | ------- | ------- | ------- | ------- | ------- | ------------ | ------------ | ------------ | ------------ | ------------ | ------------ | ------ | ------ | ------ | ------ | ------ | ------ | --- |
| Challenge League | 50    | 17      | 8       | 4       | 5       | 27      | 23      | 17           | 4            | 10           | 3            | 17           | 16           | 34     | 12     | 14     | 8      | 44     | 39     | +5  |
| Coppa Svizzera   | -     | 2       | 1       | 0       | 1       | 5       | 4       | 2            | 2            | 0            | 0            | 8            | 0            | 4      | 3      | 0      | 1      | 13     | 4      | +9  |
| Totale           | 50    | 19      | 9       | 4       | 6       | 32      | 27      | 19           | 6            | 10           | 3            | 25           | 16           | 38     | 15     | 14     | 9      | 57     | 43     | +14 |

### Andamento in campionato
| Giornata  | 1 | 2 | 3 | 4 | 5 | 6  | 7 | 8  | 9 | 10 | 11 | 12 | 13 | 14 | 15 | 16 | 17 | 18 | 19 | 20 | 21 | 22 | 23 | 24 | 25 | 26 | 27 | 28 | 29 | 30 | 31 | 32 | 33 | 34 | 35 | 36 |
| --------- | - | - | - | - | - | -- | - | -- | - | -- | -- | -- | -- | -- | -- | -- | -- | -- | -- | -- | -- | -- | -- | -- | -- | -- | -- | -- | -- | -- | -- | -- | -- | -- | -- | -- |
| Luogo     | C | T | C | T | C | T  | C | T  | T | C  | C  | T  | C  | T  | C  | T  | T  | C  | C  | T  | T  | C  | T  | C  | C  | T  | C  | T  | C  | T  | T  | C  | T  | C  | T  | C  |
| Risultato | N | N | P | N | P | P  | V | N  | N | V  | N  | N  | P  | P  | N  | P  | N  | V  |    | V  | N  | V  | V  | V  | V  | N  | V  |    | N  | N  | V  | P  | N  | V  | V  | P  |
| Posizione | 4 | 8 | 7 | 7 | 9 | 10 | 8 | 10 | 9 | 9  | 8  | 8  | 9  | 10 | 10 | 10 | 10 | 9  | 9  | 9  | 9  | 6  | 4  | 4  | 4  | 4  | 4  | 4  | 4  | 4  | 4  | 4  | 4  | 4  |    |    |

Legenda:

Luogo: C = Casa; T = Trasferta. Risultato: V = Vittoria; N = Pareggio; P = Sconfitta.

### Statistiche dei giocatori
| Giocatore     | Challenge League | Challenge League | Challenge League | Challenge League | Coppa Svizzera | Coppa Svizzera | Coppa Svizzera | Coppa Svizzera | Totale   | Totale | Totale      | Totale     |
| Giocatore     | Presenze         | Reti             | Ammonizioni      | Espulsioni       | Presenze       | Reti           | Ammonizioni    | Espulsioni     | Presenze | Reti   | Ammonizioni | Espulsioni |
| ------------- | ---------------- | ---------------- | ---------------- | ---------------- | -------------- | -------------- | -------------- | -------------- | -------- | ------ | ----------- | ---------- |
| H. Acosta     | 2                | 0                | 0                | 0                | 0              | 0              | 0              | 0              | 2        | 0      | 0           | 0          |
| V. Bekaj      | 1                | 0                | 0                | 0                | 0              | 0              | 0              | 0              | 1        | 0      | 0           | 0          |
| S. Besle      | 15               | 2                | 8                | 0                | 0              | 0              | 0              | 0              | 15       | 2      | 8           | 0          |
| S. Burki      | 28               | 3                | 4                | 0                | 3              | 1              | 0              | 0              | 31       | 4      | 4           | 0          |
| C. Carlinhos  | 33               | 10               | 3                | 1                | 3              | 0              | 0              | 0              | 36       | 10     | 3           | 1          |
| S. Deana      | 28               | 0                | 0                | 0                | 1              | 0              | 0              | 0              | 29       | 0      | 0           | 0          |
| C. Franek     | 0                | 0                | 0                | 0                | 0              | 0              | 0              | 0              | 0        | 0      | 0           | 0          |
| J. Garat      | 24               | 1                | 6                | 1                | 3              | 0              | 0              | 0              | 27       | 1      | 6           | 1          |
| R. Giger      | 0                | 0                | 0                | 0                | 0              | 0              | 0              | 0              | 0        | 0      | 0           | 0          |
| M. Hammerich  | 3                | 0                | 0                | 0                | 0              | 0              | 0              | 0              | 3        | 0      | 0           | 0          |
| L. Hunn       | 0                | 0                | 0                | 0                | 0              | 0              | 0              | 0              | 0        | 0      | 0           | 0          |
| K. Jaggy      | 29               | 0                | 2                | 0                | 3              | 0              | 0              | 0              | 32       | 0      | 2           | 0          |
| O. Joos       | 0                | 0                | 0                | 0                | 0              | 0              | 0              | 0              | 0        | 0      | 0           | 0          |
| Z. Josipovic  | 12               | 5                | 1                | 0                | 0              | 0              | 0              | 0              | 12       | 5      | 1           | 0          |
| O. Jäckle     | 31               | 0                | 5                | 0                | 2              | 0              | 0              | 0              | 33       | 0      | 5           | 0          |
| I. Kovačić    | 3                | 0                | 0                | 0                | 0              | 0              | 0              | 0              | 3        | 0      | 0           | 0          |
| M. Lieder     | 31               | 4                | 4                | 0                | 1              | 0              | 0              | 0              | 32       | 4      | 4           | 0          |
| S. Lüscher    | 22               | 1                | 3                | 0                | 1              | 0              | 0              | 0              | 23       | 1      | 3           | 0          |
| B. Martignoni | 24               | 0                | 3                | 0                | 2              | 0              | 0              | 0              | 26       | 0      | 3           | 0          |
| R. Mobulu     | 21               | 2                | 4                | 0                | 2              | 0              | 0              | 0              | 23       | 2      | 4           | 0          |
| I. N'Ganga    | 25               | 4                | 4                | 0                | 1              | 2              | 0              | 0              | 26       | 6      | 4           | 0          |
| U. Pelloni    | 6                | 0                | 0                | 1                | 2              | 0              | 0              | 0              | 8        | 0      | 0           | 1          |
| M. Peralta    | 15               | 0                | 4                | 0                | 1              | 0              | 0              | 0              | 16       | 0      | 4           | 0          |
| M. Perrier    | 29               | 1                | 6                | 0                | 3              | 0              | 0              | 0              | 32       | 1      | 6           | 0          |
| L. Radice     | 24               | 0                | 3                | 0                | 3              | 1              | 0              | 0              | 27       | 1      | 3           | 0          |
| D. Romano     | 25               | 1                | 3                | 0                | 3              | 2              | 0              | 0              | 28       | 3      | 3           | 0          |
| P. Rossini    | 18               | 10               | 1                | 0                | 0              | 0              | 0              | 0              | 18       | 10     | 1           | 0          |
| F. Russo      | 2                | 0                | 0                | 0                | 0              | 0              | 0              | 0              | 2        | 0      | 0           | 0          |
| P. Slišković  | 12               | 1                | 2                | 0                | 2              | 1              | 0              | 0              | 14       | 2      | 2           | 0          |
| M. Spielmann  | 17               | 3                | 2                | 0                | 3              | 1              | 1              | 0              | 20       | 4      | 3           | 0          |
| F. Stoller    | 1                | 0                | 0                | 0                | 0              | 0              | 0              | 0              | 1        | 0      | 0           | 0          |
| C. Teichmann  | 5                | 0                | 0                | 0                | 0              | 0              | 0              | 0              | 5        | 0      | 0           | 0          |
| M. Thaler     | 16               | 0                | 4                | 0                | 3              | 0              | 0              | 0              | 19       | 0      | 4           | 0          |